# 7月6日 (旧暦)
旧暦7月6日（きゅうれきしちがつむいか）は、旧暦7月の6日目である。六曜は赤口である。

## できごと
- 天長2年（ユリウス暦825年7月24日） - 桓武天皇の孫・高棟王が臣籍に下り平姓を賜る
- 永禄6年（ユリウス暦1563年7月25日） - 松平元康が今川氏と絶縁して家康に改名

## 誕生日
- 天保8年（グレゴリオ暦1837年8月6日） - 津田仙、農学者・津田梅子の父（+ 1908年）
- 安政2年（グレゴリオ暦 1855年8月18日）- 田原良純、日本初の薬学博士（+ 1935年）

## 忌日
- 養老7年（ユリウス暦723年8月11日） - 太安万侶、『古事記』編纂（生年不明）
- 宝永5年（グレゴリオ暦1708年8月21日） - 黒田綱之、筑前福岡藩第3代藩主・黒田光之の長男（* 1655年）
- 正徳5年（グレゴリオ暦1715年8月4日） - 稲生若水、医学者・本草学者（* 1655年）
- 宝暦11年（グレゴリオ暦1761年8月6日） - 野呂元丈、本草学者（* 1694年）
- 弘化2年（グレゴリオ暦1845年8月8日） - 徳川斉荘、尾張徳川家第12代目当主（* 1810年）
- 安政5年（グレゴリオ暦1858年8月14日） - 徳川家定、江戸幕府13代将軍（* 1824年）